# Tomasz Schweitzer
Tomasz Henryk Schweitzer (ur. 29 lutego 1948 w Warszawie) – polski urzędnik państwowy i inżynier. W latach 2007–2022 prezes Polskiego Komitetu Normalizacyjnego.

## Życiorys
Absolwent Wydziału Elektrycznego Politechniki Warszawskiej. Swoją karierę zawodową rozpoczął w Zakładzie Maszyn Elektrycznych Instytutu Elektrotechniki, gdzie obronił pracę doktorską. Był stypendystą UNIDO, odbywał staż w University of Windsor. Przez wiele lat redaktor działu w „Przeglądzie Elektrotechnicznym”; opublikował prace z zakresu elektryki i normalizacji w technicznej prasie krajowej. Laureat Polskiej Honorowej Nagrody Jakości. Od 1997 zatrudniony w Polskim Komitecie Normalizacyjnym, był jego wiceprezesem, od 9 listopada 2007 był prezesem tej instytucji. 28 marca 2022 zakończył pełnienie tej funkcji.
W 2024 został odznaczony Krzyżem Kawalerskim Orderu Odrodzenia Polski.